# Mario Silva Ossa
Mario Silva Ossa (San Fernando, 9 de marzo de 1913 - Santiago, 1950), más conocido por el seudónimo Coré, fue un dibujante e ilustrador chileno.

## Biografía
Su abuelo fue José Santos Ossa, su hermana fue la escritora y poeta chilena María Silva Ossa. Durante su infancia estuvo interno en el Colegio San Ignacio. A los 16 años ingreso a estudiar arquitectura, en la Escuela de Arquitectura de la Universidad de Chile, pero abandonó la carrera al ser contratado por su tía Elvira Santa Cruz Ossa, "Roxane", la directora de El Peneca.

### Vida artística
Desde 1932 fue colaborador habitual de la revista infantil El Peneca, donde realizaba portadas y séries como Quintín el aventurero. Dicha publicación circulaba ampliamente en el ámbito sudamericano, por lo que la fama de los dibujos de Coré fue pronto internacional. Ilustró infinidad de libros de literatura infantil y juvenil de autores como Emilio Salgari, Julio Verne, Oscar Wilde o Robert Louis Stevenson. El texto de enseñanza Silabario hispanoamericano (1948), con textos de Adrián Dufflocq e ilustraciones suyas, también fue publicado en numerosos países. Con dicha obra, que totaliza más de 90 reediciones y aun se publica, aprendieron a leer sucesivas generaciones de niños latinoamericanos. Según el fotógrafo e investigador Juan Domingo Marinello, que recopiló su trabajo, Walt Disney intentó reclutarlo en varias ocasiones, pero el retraimiento de Coré impidió que prosperaran los contactos. También fue tentado por el escritor y editor Constancio Vigil, quien deseaba ficharlo en Editorial Atlántida y en la revista argentina Billiken, que en aquellos años era la principal publicación infantil de Sudamérica. Murió a los 37 años arrollado por un tranvía.

## Otros datos biográficos
Coré era un hábil carpintero por lo que pudo construir su casa y su respectivo amoblado en un fantasioso estilo medieval, siguiendo el modelo de sus propias ilustraciones. Por otro lado, su esposa Nora Morvan se convirtió en su principal modelo femenino. Aparece en muchas de sus ilustraciones, caracterizada como hada, princesa y otros personajes arquetípicos de la literatura infantil tradicional.

## Valoraciones de la obra de Coré
Los trabajos de Coré suelen ser descritos como un componente central de la iconmografía chilena de mediados del siglo XX:

Coré alimentó durante dos décadas con sus magias ornamentales, inspiradas en el romanticismo o el modernismo, la infancia de más de una generación [...]. El recuerdo del dibujante Coré está presente en Enrique Lihn, Adolfo Couve y Jorge Tellier, como así también en muchos otros melancólicos
Germán Marín